# アブレイズ (競走馬)
アブレイズ（欧字名:Ablaze、2017年4月18日 - ）は、日本の競走馬。2020年のフラワーカップの勝ち馬である。
馬名の意味は、燃え立って、輝いて。

## 戦績

### 3歳（2020年）
2月2日、京都の新馬戦に6番人気で出走し、レースでは道中好位追走から直線で抜け出すと最後はコンフィテーロに4分の3馬身差つけデビュー戦を飾る。3月20日、2戦目にして重賞初挑戦となったフラワーカップは12番人気ながら、レースでは2番手で追走すると直線で逃げたナリノクリスティーをかわして先頭に立ち、最後は外から追い上げてきたレッドルレーヴの追撃を振り切り重賞初制覇を果たすとともに、騎乗した藤井勘一郎にとってもJRAでの初重賞制覇となった。5月24日、無敗でGI初挑戦となった優駿牝馬（オークス）では3番手からレースを進めるも最後の直線で失速し17着。レース後に骨折が判明し、休養に入った。9月20日、骨折明け初戦となるローズステークスでは3番手から窺うも直線で失速し12着。10月18日、秋華賞では先行せず中団から進めたが3～4コーナーで2度狭くなり最後方まで後退すると直線で追い上げるも11着。

### 4歳（2021年）
1月16日、年明け初戦の愛知杯は14番人気ながら、レースでは後方から進めると直線で脚を伸ばして一旦は3着まで上がるもゴール直前でウラヌスチャームに差されてハナ差の4着。3月13日、中山牝馬ステークスでは、道中最後方から進めるも直線で伸びを欠き12着。4月24日、新潟で行われた福島牝馬ステークスでは、後方から溜めて直線を上がり最速の末脚で追い上げるも6着。5月22日、メイステークスでは、道中5番手から直線で外に持ち出すと前で粘るフランツをゴール手前で差し切り1年2ヶ月ぶりとなる3勝目を挙げた。6月20日、マーメイドステークスでは、トップハンデの56kgを背負いながら粘って6着。10月16日、府中牝馬ステークスでは、中団から進めるも直線で伸びを欠き13着。

### 5歳（2022年）
3月12日、中山牝馬ステークスでは、トップハンデに次ぐ56kgを背負いながら、直線で一旦は抜け出すもゴール手前で斤量53kgのクリノプレミアムに差されて2着に敗れる。4月23日、福島牝馬ステークスでは、13戦目にして初めて1番人気に推されたが、最後の直線で伸びきれず9着。5月15日、初めてのマイル戦が秋華賞以来のGI挑戦となったヴィクトリアマイルでは、後方から溜めて直線を上がり最速の末脚で追い上げるも7着。休養を挟んで10月15日、府中牝馬ステークスでは、3番手で迎えた直線で上位馬に差されるも粘って5着。10月30日、中1週で迎えた天皇賞（秋）では、短期免許で初来日となる英国のトム・マーカンドが騎乗し、一線級を相手に10着ながら勝ち馬イクイノックスとは0.8秒差、5着馬シャフリヤールとは0.2秒差と健闘した。12月17日のターコイズステークスでは好位追走も直線伸びあぐねて4着に敗れた。

### 6歳（2023年）
1月14日に中京競馬場で行われた愛知杯（GIII）に出走。レースでは、11番人気ながら4着と善戦した。その後、1月18日付けで競走馬登録を抹消され現役を引退した。引退後は北海道新冠町のノースヒルズで繁殖牝馬となる。

## 競走成績
以下の内容は、JBISサーチおよびnetkeiba.comの情報に基づく。
| 競走日     | 競馬場 | 競走名        | 格   | 距離（馬場）  | 頭 数 | 枠 番 | 馬 番 | オッズ （人気） | 着順 | タイム （上がり3F） | 着差 | 騎手          | 斤量 [kg] | 1着馬（2着馬）     | 馬体重 [kg] |
| ---------- | ------ | ------------- | ---- | ------------- | ----- | ----- | ----- | --------------- | ---- | ------------------- | ---- | ------------- | --------- | ------------------ | ----------- |
| 2020.02.02 | 京都   | 3歳新馬       |      | 芝2000m（良） | 14    | 4     | 5     | 009.00（6人）   | 01着 | R2:05.8（35.6）     | -0.1 | 0藤井勘一郎   | 54        | （コンフィテーロ） | 476         |
| 0000.03.20 | 中山   | フラワーC     | GIII | 芝1800m（良） | 14    | 8     | 13    | 079.3（12人）   | 01着 | R1:48.2（36.7）     | -0.1 | 0藤井勘一郎   | 54        | （レッドルレーヴ） | 480         |
| 0000.05.24 | 東京   | 優駿牝馬      | GI   | 芝2400m（良） | 18    | 2     | 3     | 051.1（11人）   | 17着 | R2:26.1（35.7）     | -1.7 | 0藤井勘一郎   | 55        | デアリングタクト   | 478         |
| 0000.09.20 | 中京   | ローズS       | GII  | 芝2000m（良） | 18    | 5     | 10    | 017.60（6人）   | 12着 | R2:01.1（35.4）     | -1.2 | 0藤井勘一郎   | 54        | リアアメリア       | 496         |
| 0000.10.18 | 京都   | 秋華賞        | GI   | 芝2000m（稍） | 18    | 8     | 18    | 253.7（17人）   | 11着 | R2:02.2（37.2）     | -1.6 | 0藤井勘一郎   | 55        | デアリングタクト   | 494         |
| 2021.01.16 | 中京   | 愛知杯        | GIII | 芝2000m（良） | 18    | 7     | 13    | 062.8（14人）   | 04着 | R1:59.2（35.5）     | -0.5 | 0藤井勘一郎   | 53        | マジックキャッスル | 484         |
| 0000.03.13 | 中山   | 中山牝馬S     | GIII | 芝1800m（不） | 16    | 3     | 6     | 018.3（10人）   | 12着 | R1:56.4（40.1）     | -1.6 | 0藤井勘一郎   | 54        | ランブリングアレー | 486         |
| 0000.04.24 | 新潟   | 福島牝馬S     | GIII | 芝1800m（良） | 15    | 5     | 9     | 018.90（8人）   | 06着 | R1:47.1（33.5）     | -0.2 | 0藤井勘一郎   | 54        | ディアンドル       | 482         |
| 0000.05.22 | 東京   | メイS         | OP   | 芝1800m（良） | 14    | 4     | 6     | 004.70（2人）   | 01着 | R1:46.3（33.8）     | -0.0 | 0大野拓弥     | 54        | （フランツ）       | 484         |
| 0000.06.20 | 阪神   | マーメイドS   | GIII | 芝2000m（良） | 16    | 1     | 2     | 013.70（9人）   | 06着 | R2:01.1（35.6）     | -0.7 | 0浜中俊       | 56        | シャムロックヒル   | 494         |
| 0000.10.16 | 東京   | 府中牝馬S     | GII  | 芝1800m（良） | 18    | 6     | 11    | 030.0（11人）   | 13着 | R1:46.4（34.3）     | -0.8 | 0横山武史     | 54        | シャドウディーヴァ | 502         |
| 2022.03.12 | 中山   | 中山牝馬S     | GIII | 芝1800m（良） | 16    | 7     | 14    | 029.2（12人）   | 02着 | R1:46.9（34.6）     | -0.1 | 0菅原明良     | 56        | クリノプレミアム   | 488         |
| 0000.04.23 | 福島   | 福島牝馬S     | GIII | 芝1800m（良） | 16    | 6     | 12    | 005.50（1人）   | 09着 | R1:47.7（35.9）     | -0.7 | 0菅原明良     | 54        | アナザーリリック   | 494         |
| 0000.05.15 | 東京   | ヴィクトリアM | GI   | 芝1600m（良） | 18    | 5     | 9     | 154.1（17人）   | 07着 | R1:32.8（32.9）     | -0.6 | 0菅原明良     | 55        | ソダシ             | 490         |
| 0000.10.15 | 東京   | 府中牝馬S     | GII  | 芝1800m（良） | 15    | 5     | 9     | 013.70（4人）   | 05着 | R1:44.7（34.3）     | -0.2 | 0大野拓弥     | 54        | イズジョーノキセキ | 498         |
| 0000.10.30 | 東京   | 天皇賞（秋）  | GI   | 芝2000m（良） | 15    | 7     | 13    | 179.0（13人）   | 10着 | R1:58.3（33.7）     | -0.8 | 0T.マーカンド | 56        | イクイノックス     | 494         |
| 0000.12.17 | 中山   | ターコイズS   | GIII | 芝1600m（良） | 16    | 3     | 5     | 015.40（7人）   | 04着 | R1:33.7（34.7）     | -0.2 | 0H.ドイル     | 56        | ミスニューヨーク   | 500         |
| 2023.01.14 | 中京   | 愛知杯        | GIII | 芝2000m（重） | 15    | 8     | 15    | 028.8（11人）   | 04着 | R2:03.8（35.0）     | -0.7 | 荻野極        | 56        | アートハウス       | 496         |

## 繁殖成績
|      | 馬名             | 生年   | 性 | 毛色   | 父           | 馬主 | 厩舎 | 戦績 |
| ---- | ---------------- | ------ | -- | ------ | ------------ | ---- | ---- | ---- |
| 初仔 | アブレイズの2024 | 2024年 | 牡 | 黒鹿毛 | ジャンダルム |      |      |      |

- 2024年9月25日現在

## 血統表
| アブレイズの血統      | アブレイズの血統                          | アブレイズの血統                          | （血統表の出典）                          | （血統表の出典）    |
| 父系                  | ヘイロー系                                | ヘイロー系                                | ヘイロー系                                | [ § 2 ]             |
| 父 キズナ 2010 青鹿毛 | 父の父ディープインパクト 2002 鹿毛        | *サンデーサイレンス                       | Halo                                      | Halo                |
| 父 キズナ 2010 青鹿毛 | 父の父ディープインパクト 2002 鹿毛        | *サンデーサイレンス                       | Wishing Well                              |                     |
| 父 キズナ 2010 青鹿毛 | 父の父ディープインパクト 2002 鹿毛        | *ウインドインハーヘア                     | Alzao                                     | Alzao               |
| 父 キズナ 2010 青鹿毛 | 父の父ディープインパクト 2002 鹿毛        | *ウインドインハーヘア                     | Burghclere                                |                     |
| 父 キズナ 2010 青鹿毛 | 父の母*キャットクイル Catequil 1990 鹿毛  | Storm Cat                                 | Storm Bird                                | Storm Bird          |
| 父 キズナ 2010 青鹿毛 | 父の母*キャットクイル Catequil 1990 鹿毛  | Storm Cat                                 | Terlingua                                 |                     |
| 父 キズナ 2010 青鹿毛 | 父の母*キャットクイル Catequil 1990 鹿毛  | Pacific Princess                          | Damascus                                  | Damascus            |
| 父 キズナ 2010 青鹿毛 | 父の母*キャットクイル Catequil 1990 鹿毛  | Pacific Princess                          | Fiji                                      |                     |
| 母 エディン 2009 栗毛 | 母の父ジャングルポケット 1998 鹿毛        | *トニービン                               | *カンパラ                                 | *カンパラ           |
| 母 エディン 2009 栗毛 | 母の父ジャングルポケット 1998 鹿毛        | *トニービン                               | Severn Bridge                             |                     |
| 母 エディン 2009 栗毛 | 母の父ジャングルポケット 1998 鹿毛        | *ダンスチャーマー                         | Nureyev                                   | Nureyev             |
| 母 エディン 2009 栗毛 | 母の父ジャングルポケット 1998 鹿毛        | *ダンスチャーマー                         | Skillflu Joy                              |                     |
| 母 エディン 2009 栗毛 | 母の母ナインミューズ 2000 栗毛            | *タイキシャトル                           | Devil's Bag                               | Devil's Bag         |
| 母 エディン 2009 栗毛 | 母の母ナインミューズ 2000 栗毛            | *タイキシャトル                           | *ウェルシュマフィン                       |                     |
| 母 エディン 2009 栗毛 | 母の母ナインミューズ 2000 栗毛            | *リリオ                                   | *フォーティナイナー                       | *フォーティナイナー |
| 母 エディン 2009 栗毛 | 母の母ナインミューズ 2000 栗毛            | *リリオ                                   | Gioconda                                  |                     |
| 母系(F-No.)           | リリオ(USA)系(FN:22-b)                    | リリオ(USA)系(FN:22-b)                    | リリオ(USA)系(FN:22-b)                    | [ § 3 ]             |
| 5代内の近親交配       | Halo 4×5=9.38%、Northern Dancer 5×5=6.25% | Halo 4×5=9.38%、Northern Dancer 5×5=6.25% | Halo 4×5=9.38%、Northern Dancer 5×5=6.25% | [ § 4 ]             |
| 出典                  | 1. 2. 3. 4.                               | 1. 2. 3. 4.                               | 1. 2. 3. 4.                               | 1. 2. 3. 4.         |

- 祖母ナインミューズの半弟に本馬と同じくノースヒルズ生産の重賞2勝馬トレイルブレイザー、3代母リリオの半弟に欧米でG1競走3勝を挙げ日本に種牡馬として輸入されたシーロ[11]